# Sergio Velázquez
Sergio Ezequiel Velazquez (Quilmes, Provincia de Buenos Aires, Argentina; 12 de septiembre de 1990) es un futbolista argentino. Juega de defensa o mediocampista.

## Trayectoria

### Defensa y Justicia, Universidad de Chile y Huracán
Tras pasar tres temporadas en Defensa y Justicia y debido a la venta de Matías Rodríguez a la Sampdoria, Universidad de Chile se interesó en el jugador y pagó trescientos mil dólares por su pase. Debutó con su nuevo equipo el 12 de febrero de 2013 en el encuentro contra el Deportivo Lara válido por la Copa Libertadores en que vencieron por 2-0. Al día siguiente, José Yuraszeck, presidente del club, presentó oficialmente al jugador, que dijo: «mi idea es jugar, que no sea un paso por la U solamente sino dejar una huella. Estuve desde inferiores en mi club y estaba contento, pero uno quiere progresar y es un gran paso que estoy orgulloso de darlo». Velazquez anotó su primer gol con «la U» en la victoria por 3-4 ante Huachipato por la décima fecha del Torneo de Transición 2013. Luego de finalizado el torneo, tuvo diferencias con su director técnico dario Franco y no hicieron uso de la opción de compra., dario franco . Durante los meses que estuvo, Velázquez disputó catorce partidos y anotó un gol, además de que ganó la Copa Chile 2012-13 sobre la hora con una asistencia suya.
Tras su paso por la U, Velázquez fichó por Huracán, para disputar la Primera B Nacional 2013-14.

### Retorno a Defensa y Justicia, Godoy Cruz y Gimnasia La Plata
A fines de 2013, retornó a Defensa y Justicia donde fue subcampeón y ascendió en la Primera B Nacional 2013-14. A mediados de 2014, fue fichado por Godoy Cruz para disputar la Primera División de Argentina.[cita requerida] Al año siguiente, pasó a formar parte de las filas de Gimnasia y Esgrima La Plata.

### Arsenal de Sarandí y Gimnasia de Mendoza
Recaló en Arsenal de Sarandí en 2016, donde disputó 2 temporadas, en la que en la última descendió con su equipo a la Primera B Nacional. En agosto de 2018,  fue contratado por Gimnasia y Esgrima de Mendoza para disputar la Primera B Nacional 2018-19.

## Clubes
| Club                            | País      | Año       |
| ------------------------------- | --------- | --------- |
| Defensa y Justicia              | Argentina | 2009-2014 |
| → Universidad de Chile (cedido) | Chile     | 2013      |
| → Huracán (cedido)              | Argentina | 2013      |
| Godoy Cruz                      | Argentina | 2014      |
| Gimnasia La Plata               | Argentina | 2015      |
| Arsenal de Sarandí              | Argentina | 2016-2018 |
| Gimnasia y Esgrima (M)          | Argentina | 2018-2019 |

## Palmarés

### Campeonatos nacionales
| Título     | Club                 | País  | Año     |
| ---------- | -------------------- | ----- | ------- |
| Copa Chile | Universidad de Chile | Chile | 2012-13 |

#### Otros logros
| |
| - Subcampeón y ascenso a Primera División con Defensa y Justicia en la Primera B Nacional 2013-14. |